# Wilmington (Delaware)

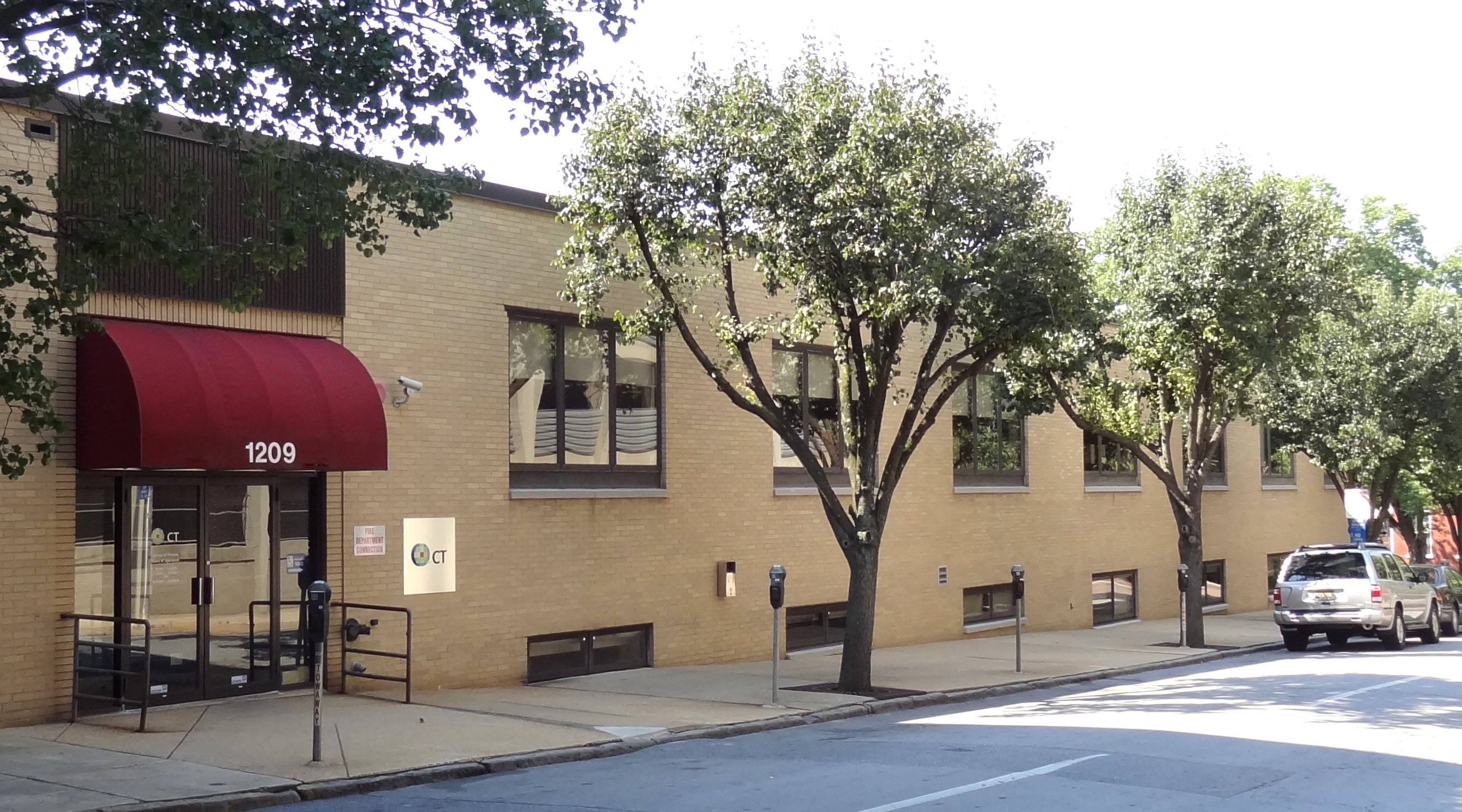
Corporation Trust Center (CT Corporation), Wilmington

Wilmington ist eine Stadt im New Castle County im US-Bundesstaat Delaware, Vereinigte Staaten, mit 70.898 Einwohnern (Stand: 2020) und Sitz der County-Verwaltung. Das Stadtgebiet hat eine Größe von 44,1 km². Damit ist sie die größte und mit Abstand einwohnerreichste Stadt des Bundesstaates; die Hauptstadt Dover hat weniger als die Hälfte der Einwohner Wilmingtons. Die Stadt stellt eine principal city der Metropolregion Delaware Valley dar.

## Geschichte
Im März 1638 erreichte eine schwedische Expedition, bestehend aus den Schiffen Kalmar Nyckel (Schlüssel von Kalmar) und Vogel Grip (Vogel Greif), unter Führung von Peter Minuit die Küste des heutigen Delaware. Die Siedler, die um den 29. März landeten, errichteten das Fort Christina (benannt nach der damaligen schwedischen Königin Christina I.). Fort Christina, das heutige Wilmington (Delaware), wurde damit die erste dauerhafte europäische Siedlung Delawares. Die Region des unteren Delaware Rivers (Teile der heutigen US-Bundesstaaten Delaware, Pennsylvania und New Jersey) beanspruchten die Schweden als Kolonie. Die Kolonie Neuschweden existierte vom 29. März 1638 bis zum September 1655. Die schwedischen Wurzeln lassen sich noch heute in der Flagge Wilmingtons finden. 1655 übernahmen Niederländer die schwedische Kolonie.
1664 kam die Region unter britische Herrschaft. 1738 benannte König Georg III. die Siedlung in Wilmington um. Namensgeber war Spencer Compton, 1. Earl of Wilmington und späterer Premierminister. Das größte Wachstum der Stadt fand während des Sezessionskrieges statt. 1802 wurde mit dem Bau der ersten Schießpulverfabrik das Unternehmen DuPont gegründet. Um 1868 war Wilmington eine Hochburg des Stahlschiffbaus sowie in der Produktion von Schwarzpulver und Leder. 1868 wurde auch das römisch-katholische Bistum Wilmington errichtet.
Die beiden Weltkriege förderten die industrielle Entwicklung Wilmingtons, so dass weitere Werften, Stahlhütten und chemische Werke entstanden.

## Namensvarianten
Die Stadt besitzt einige Bezeichnungsvarianten:
| - Christinahamn - Fort Altena - Fort Christina - Walmington | - Willington - Willingtown - Wilmington City |

## Wirtschaft
Wilmington ist auf Grund von steuerlichen und rechtlichen Vorteilen Firmensitz von vielen US-Handelsunternehmen und von vielen Fortune-500-Unternehmen. Jede namhafte US-Bank und jeder bekannte Kreditkartenbetreiber, aber auch Unternehmen wie Viacom sind in Wilmington ansässig.
Der Seehafen (Port of Wilmington) fertigt ca. 400 Schiffe p. a. ab.
Die größten Arbeitgeber waren 2018:
| Arbeitgeber                                    | Arbeitnehmer |
| ---------------------------------------------- | ------------ |
| Christiana Care Health System                  | 11.302       |
| State of Delaware                              | 8.000        |
| DuPont                                         | 7.001        |
| Amazon                                         | 4.300        |
| University of Delaware                         | 4.000        |
| Nemours Alfred I. duPont Hospital for Children | 3.795        |
| YMCA of Delaware                               | 2.469        |
| Christina School District                      | 2.390        |
| AstraZeneca                                    | 2.200        |
| Red Clay School District                       | 2.200        |

## Bildungseinrichtungen
- University of Delaware
- Delaware College of Art and Design
- Drexel University

## Kultur
Das Delaware Art Museum besitzt eine bedeutende Kunstsammlung. Neben einer der bedeutendsten Sammlungen von Werken der Präraffaeliten außerhalb Großbritanniens befinden sich bedeutende Werke John French Sloans und Howard Pyles.

## Städtepartnerschaften
Wilmingtons Partnerstädte sind:
| - Fulda, Deutschland, seit 1997 - Kalmar, Schweden - Nemours, Frankreich | - Olevano sul Tusciano, Italien - Oshogbo, Nigeria - Watford, Vereinigtes Königreich |

## Söhne und Töchter der Stadt
- John Hathorn (1749–1825), Politiker
- Jacob Broom (1752–1810), Unternehmer und Politiker, einer der Gründerväter der USA
- Samuel Sullivan (1773–1853), Jurist und Politiker
- Isaac Lea (1792–1886), Conchologe, Geologe und Geschäftsmann
- John Goddard Watmough (1793–1861), Politiker
- Richard H. Bayard (1796–1868), Politiker
- James A. Bayard junior (1799–1880), Politiker
- Robert Milligan McLane (1815–1898), Politiker
- Mary Ann Shadd Cary (1823–1893), US-amerikanisch-kanadische Anti-Sklaverei-Aktivistin, Journalistin, Publizistin, Lehrerin und Rechtsanwältin
- James Garretson (1828–1895), Arzt und Zahnarzt
- Thomas F. Bayard (1828–1898), Politiker
- Preston Lea (1841–1916), Politiker
- Howard Pyle (1853–1911), Autor und Maler
- Herbert Weir Smyth (1857–1937), Klassischer Philologe
- Katharine Pyle (1863–1938), Illustratorin, Lyrikerin und Kinderbuchautorin
- William H. Heald (1864–1939), Politiker
- Eldridge R. Johnson (1867–1945), Ingenieur und Unternehmer
- Thomas F. Bayard junior (1868–1942), Politiker
- Thomas Atkinson Jenkins (1868–1935), Romanist und Mediävist
- Robert P. Robinson (1869–1939), Politiker
- Philip A. Traynor (1874–1962), Politiker
- Roland Grubb Kent (1877–1952), Altphilologe
- Frederic Seward (1878–1943), Anwalt für Gesellschaftsrecht
- Thomas W. Miller (1886–1973), Politiker
- Arthur Francis Buddington (1890–1980), Geologe und Petrologe
- J. George Stewart (1890–1970), Politiker
- John Phillips Marquand (1893–1960), Schriftsteller
- Estelle Taylor (1894–1958), Schauspielerin
- Sid Jelinek (1899-1979), Ruderer
- John F. R. Seitz (1908–1978), Generalmajor der United States Army
- Herbert W. Briggs (1900–1990), Jurist und Professor an der Cornell University
- Richard Lankford (1914–2003), Politiker
- Walter McCrone (1916–2002), Chemiker und Experte in der Mikroskopie
- Clement Woodnutt Miller (1916–1962), Politiker
- Herbert B. Warburton (1916–1983), Politiker
- Pud Brown (1917–1996), Jazzmusiker
- Herta Ware (1917–2005), Schauspielerin und Theaterprinzipalin
- Alexis I. du Pont Bayard (1918–1985), Politiker
- Cisco Houston (1918–1961), Folkmusiker
- Henry Heimlich (1920–2016), Arzt
- Gardner Lindzey (1920–2008), Sozialpsychologe
- Betty Roche (1920–1999), Jazz-Sängerin des Swing
- Henry Stommel (1920–1992), Ozeanograph
- Harry G. Haskell (1921–2020), Politiker
- Gloria Warren (1926–2021), Schauspielerin und Sängerin
- William D. Rogers (1927–2007), Diplomat
- Daniel Nathans (1928–1999), Mikrobiologe und Biochemiker, Nobelpreisträger
- Clifford Brown (1930–1956), Jazztrompeter
- John T. Chain Jr. (1934–2021), General der US Air Force
- Pierre du Pont (1935–2021), Politiker
- Michael Castle (1939–2025), Jurist und Politiker
- Sara Dylan (* 1939), erste Ehefrau von Bob Dylan
- Michael A’Hearn (1940–2017), Astronom und Planetologe
- Bill Press (* 1940), Journalist und Politiker
- Clyde Prestowitz (* 1941), Gründer und Präsident des „Economic Strategy Institute“ (ESI)
- Mahdi Abdul-Rahman (1942–2011), Basketballspieler
- Jonathan Bragdon (* 1944), Maler
- Robert W. Field (* 1944), Chemiker
- Brett Lunger (* 1945), Autorennfahrer
- James Saunders (1946–1996), Tänzer und Choreograph
- Floyd Kemske (* 1947), Autor
- Jessica Savitch (1947–1983), Journalistin
- Tom Verlaine (1949–2023), Sänger, Gitarrist und Songwriter
- Louise Dolan (* 1950), theoretische Physikerin
- George Thorogood (* 1950), Bluesrock-Musiker
- Diane Salinger (* 1951), Schauspielerin und Synchronsprecherin
- Kathy Jennings (* 1952 oder 1953), Juristin und Politikerin
- Stefan Kozinski (1953–2014), Komponist, Dirigent, Arrangeur und Pianist
- Rick Wagoner (* 1953), Chief Executive Officer und Chairman of the Board von General Motors
- Wilby Fletcher (1954–2009), Jazz-Schlagzeuger
- Marshall Kirk McKusick (* 1954), Informatiker
- Susan Stroman (* 1954), Theaterregisseurin, Choreografin, Filmregisseurin und Performerin
- Steve Gregg (1955–2024), Schwimmer
- James Singleton (* 1955), Musiker und Komponist
- John C. Carney (* 1956), Politiker
- Fostina Dixon (* 1956), Jazzmusikerin
- Ellen J. Kullman (* 1956), Managerin
- Yvette Freeman (* 1957), Schauspielerin
- Judge Reinhold (* 1957), Schauspieler
- Cynthia Rothrock (* 1957), Schauspielerin und fünffache Karateweltmeisterin
- Kathleen Cassello (1958–2017), Opernsängerin
- Nancy Currie-Gregg (* 1958), Astronautin
- Tory Dent (1958–2005), Dichterin, Schriftstellerin und Kunstkritikerin
- Valerie Bertinelli (* 1960), Schauspielerin
- Frank Masley (1960–2016), Rennrodler
- Matthew Shipp (* 1960), Jazzmusiker
- Terence Stansbury (* 1961), französisch-US-amerikanischer Basketballspieler und -trainer
- Sara Lazarus (* 1962), Jazzsängerin
- Fred Lonberg-Holm (* 1962), Cellist und Komponist
- Andrea Saemann (* 1962), Schweizer Performance- und Konzeptkünstlerin und Performanceorganisatorin
- Terry Plank (* 1963), Geochemikerin und Vulkanologin
- Elisabeth Shue (* 1963), Schauspielerin
- Krišjānis Kariņš (* 1964), lettischer Politiker
- Matthew P. Denn (* 1966), Politiker
- Andrew Shue (* 1967), Schauspieler
- Dionna Harris (* 1968), Softballspielerin
- Beau Biden (1969–2015), Jurist und Politiker, Attorney General von Delaware
- Barbara Lindquist (* 1969), Triathletin
- Hunter Biden (* 1970), Rechtsanwalt und Wirtschaftslobbyist
- Raúl Esparza (* 1970), Schauspieler und Musicaldarsteller
- Sean Patrick Thomas (* 1970), Schauspieler
- James Gatewood (1971–2016), Basketballspieler
- Nathan Gray (* 1972), Punkmusiker
- Andrea Lauren Brown (* 1973), Sängerin
- John B Hedges (* 1974), Komponist und Dirigent
- Daniel Pfeiffer (* 1975), Berater für Strategie und Kommunikation von US-Präsident Barack Obama
- John Mark Dougan (* 1976), Polizist, Hacker, Verschwörungstheoretiker und Einflussagent Russlands
- Luke Matheny (* 1976), Regisseur, Drehbuchautor und Schauspieler
- Mark Eaton (* 1977), Eishockeyspieler, -trainer und -funktionär
- Katherine Compton (* 1978), Radrennfahrerin
- Ryan Spahn (* 1980), Filmschauspieler
- Ti West (* 1980), Filmregisseur, Drehbuchautor und Filmeditor
- John Gallagher Jr. (* 1984), Musiker und Film- und Theaterschauspieler
- Garrett Neff (* 1984), Model
- Montell Owens (* 1984), American-Football-Spieler
- Aubrey Plaza (* 1984), Komikerin und Schauspielerin
- Paul Goldschmidt (* 1987), Baseballspieler
- Elena Delle Donne (* 1989), Basketballspielerin
- Sarah McBride (* 1990), Politikerin
- Paul Worrilow (* 1990), American-Football-Spieler
- Angelo Blackson (* 1992), American-Football-Spieler
- Marquis Dendy (* 1992), Leichtathlet
- Sam Parsons (* 1994), US-amerikanisch-deutscher Leichtathlet
- Brian O’Neill (* 1995), American-Football-Spieler
- Megumi Field (* 2005), Synchronschwimmerin

## Personen in Verbindung zu Wilmington
- Joe Biden (* 1942), Politiker (Demokraten) und seit 2021 Präsident der USA, lebt mit Ehefrau Jill Biden in Wilmington. Bidens erste Frau Neilia Hunter Biden starb dort 1972 nach einem Verkehrsunfall.

## Wilmington in den Medien
- Die Stadt ist US-weit für ihre hohe Kriminalitätsrate bekannt und war daher schon oft Schauplatz für Folgen von Krimi-Serien. 2015 kündigte die American Broadcasting Company gar die Produktion einer in Wilmington spielenden Serie namens Murder Town („Mord-Stadt“) an, welche allerdings nie umgesetzt wurde.
- Der Film Fight Club aus dem Jahr 1999 spielt in Wilmington, wurde allerdings in Los Angeles gedreht.